# Orsara Bormida
Orsara Bormida és un municipi situat al territori de la província d'Alessandria, a la regió del Piemont (Itàlia).
Limita amb els municipis de Montaldo Bormida, Morsasco, Rivalta Bormida, Strevi i Trisobbio.
Pertanyen al municipi les frazioni de Moglia, Piano, San Quirico i Uvallare.